# Az a hülye szív
Az a hülye szív (eredeti cím: Dieses bescheuerte Herz) 2017-es német filmdráma, amelyet Marc Rothemund rendezett, Lars Amend és Daniel Meyer azonos című regényének alapján. A forgatókönyvet Maggie Peren és Andi Rogenhagen írta. A főszerepben Elyas M’Barek és Philip Noah Schwarz látható.
A film igaz történet alapján készült.

## Cselekmény
Lenny, egy müncheni szívspecialista majdnem 30 éves fia a nagybetűs életet éli. Elherdálja apja pénzét, és minden nap bulizni jár. Amikor egyszer szokásos módon ittasan és gyorsan vezet haza, áttöri a bezárt garázsajtót, és a sportkocsija a házi úszómedencében köt ki. Apja ekkor letiltatja a hitelkártyáit. Azonban felajánlja Lennynek, hogy egy idő után újra engedélyezi őket, ha foglalkozik az egyik fiatal betegével. A szóban forgó beteg a 15 éves David, aki súlyos szívrendellenességgel született, más szervei sincsenek teljesen rendben, és számtalan műtéten esett át, akinek minden nap egyben az utolsó is lehet. Egy hospice-iskolába jár, és az otthonán kívül hátizsákot kell cipelnie, amiben adott esetben életmentő oxigénpalack van. Az iskolától hazáig mentővel utazik.
Lenny eleinte vonakodva látogatja Davidet és egyedülálló édesanyját a lakótelepi, emeleti lakásukban. Amikor először szembesül egy életveszélyes betegség nehézségeivel és veszélyeivel, ellentmondásosan reagál. Miközben vonzódik a tinédzserhez, elhatalmasodik rajta Dávid életének számos korlátja és a hospice-ban lévő osztálytársai sorsa is nyomasztja.
Lenny apjának javaslatára Lenny és David összeállítanak egy listát Dávid összes kívánságáról, amiket szeretne megcsinálni. Ezeket Lenny három nehézségi fokozatba sorolja. A cél az lenne, hogy a hat hét múlva esedékes 16. születésnapjáig elérje őket.
Lenny a legkönnyebbekkel kezdi, teljesíti David anyagi kívánságait. Ezek közé tartozik egy bőrdzseki, egy mobiltelefon és egy tornacipő. Ezek bevásárlása nem okoz gondot az orvos fiának, mivel az apja ezeket kifizeti neki. A bevásárlás közben életveszélyes helyzet áll elő (David ajka elkékül), mivel Lenny nem tudja, hol tették le a hátizsákot, pedig Davidnek kétségbeesetten oxigénre lenne szüksége. Lenny lélekszakadva körberohan a bevásárlóközpontban, de szerencsére egy vásárló megtalálja a hátizsákjukat az utolsó üzletben, éppen ahol a rosszullét történik.
A bevásárló körút után a listán szereplő egyszerű kívánságok ezzel teljesültek, de Dávid megfoghatatlan kívánságai, mint például, hogy találkozzon egy lánnyal, egyszer végre boldognak lássa az édesanyját, és szerelmes legyen, aligha tűnnek elérhetőnek Lenny számára. Ez a körülmény és a rosszulléttel járó eset túl sok neki. Lenny egy-két nap után már ki akar szabadulni a felelősség alól, vissza akar térni a bulikkal töltött éjszakákhoz és az esztelen szexhez. Ezért azt mondja Dávidnak, hogy majd valaki más fog segíteni neki a kívánságlista további tételeivel, és elköszön. Erre reagálva Lenny apja kicserélteti a lakásuk zárjait, így Lenny nem tud hazamenni a luxuslakásba (és nem tud újabb nőket hazavinni).
A kizárt Lenny Davidnél kap szállást, akit újra felkeres, de nem árulja el, hogy kirúgták a családi kúriából. Az intenzív együttélés során a fiú valóban a szívéhez nő, és nemcsak a védelmezőjét játssza, hanem pimaszul és fantáziadúsan elkezd gondolkodni Dávid „lehetetlen kívánságai”-nak megoldásáról is (például versenykocsit vezetni, meztelen nőt látni, limuzinnal utazni, hangstúdióban felvenni egy számot, egy csokor rózsát adni egy lánynak, aki tetszik neki, megcsókolni egy lányt, stb). A „vezetni egy sportkocsit” kívánságra Lenny annak a szomszédnak az autóját töri fel, aki rendszeresen azzal terrorizálja Dávidot (és a többi lakót), hogy egy vödörrel megakasztja a liftet. Lenny egyik ismerőse egy hangstúdióban dolgozik, így odamennek és David egy stúdiófelvétel során véletlenül találkozik Sarah-val, egy vele egykorú lánnyal, aki azonban Berlinben lakik és csak a nővérét kísérte el.
Ezt követően komoly visszaesés következik, amikor David annyira rosszul lesz, hogy mentőt kell hívni hozzá és kiderül, hogy a már korábban betervezett szívműtétet azonnal el kell végezniük rajta, hogy a szíve elegendő vért tudjon szállítani a szerveihez.
A műtét után Davidnek mozgásterápiára van szüksége, amit Lennyvel együtt végeznek.
Végül a 16. születésnapjára eléggé felépül ahhoz, hogy Lennyvel (no meg az őket követő mentőautóval, amiben az  anyja utazik) Berlinbe menjenek, hogy teljesítse a listáján szereplő utolsó kívánságokat: szállodai lakosztály, limuzinnal való kocsikázás, Sarah megcsókolása és az anyja boldogságának látványa. (a lány telefonszámát előzetesen Lenny nyomozza ki).
Münchenbe visszatérve újabb születésnapot ünnepelnek a családdal, Lenny pedig elhatározza, hogy folytatja a korábban megszakított orvosi tanulmányait.

## Szereplők
| Szereplő       | Eredeti hang   | Magyar hang   |
| -------------- | -------------- | ------------- |
| Lenny Reinhard | Elyas M'Barek  | Szabó Máté    |
| David Müller   | Philip Schwarz | Nagy Gereben  |
| Betty Müller   | Nadine Wrietz  | Mezei Kitty   |
| Dr. Reinhard   | Uwe Preuss     | Kőszegi Ákos  |
| Dr. Julia Mann | Lisa Bitter    | Csuha Bori    |
| Herr Petry     | Jürgen Tonkel  | Bácskai János |
| Astrid         | Karin Thaler   | Orosz Anna    |

### További magyar hangok
Bergendi Áron, Berkes Bence, Boldog Emese, Bor László, Gacsal Ádám, Kapácsy Miklós, Nagy Katica, Pál Tamás, Tamási Nikolett, Tarr Judit, Vida Sára

## Magyar változat
A szinkront a Mafilm Audio Kft. készítette.
- magyar szöveg: Pallinger Emőke
- hangmérnök: Kiss István
- vágó: Kajdácsi Brigitta
- gyártásvezető: Kablay Luca
- szinkronrendező: Dóczi Orsolya

## Fordítás
- Ez a szócikk részben vagy egészben  a   Dieses bescheuerte Herz című német Wikipédia-szócikk fordításán alapul.  Az eredeti cikk szerkesztőit annak laptörténete sorolja fel. Ez a jelzés csupán a megfogalmazás eredetét és a szerzői jogokat jelzi, nem szolgál a cikkben szereplő információk forrásmegjelöléseként.